# Хикс, Роберт Дрю
Роберт Дрю Хикс (29 июня 1850 — 8 марта 1929) — специалист по античной словесности, сотрудник Тринити-колледж (Кембридж).
Родился в 29 июня 1850 году. Получил образование в Bristol Grammar School,. В 1868 году поступил в Trinity College, Cambridge. Получив степень бакалавра гуманитарных наук в 1874, стал сотрудником Тринити в 1976 году. С 1884 по 1900 читал лекции по античной филологии. В 1896 году заключил брак с Бертой Марией Хелс, магистром гуманитарных наук по античной филологии из Лондонского Университета (University of London). Его шурином был Томас Литтл Хит. Между 1898 и 1900 годами Роберт Хикс потерял зрение, но помощь супруги позволила ему создать большинство из его наиболее значительных работ после этого события.
Его перу принадлежат среди прочих:
- монументальная редакция трактата «О душе» Аристотеля (1907).
- небольшой том о стоиках и эпикурейцах (1910).
- краткое изложение греческой философии для Cambridge Companion to Greek Studies.
- краткий латинский словарь, изданный шрифтом Брайля (1921).
- текст и перевод Диогена Лаэртского для Loeb Classical Library (1925).

Робер Дрю Хикс похоронен на кладбище Церкви Вознесения в Кембридже (Parish of the Ascension Burial Ground in Cambridge).